# Étrépilly (Aisne)
Étrépilly ist eine französische Gemeinde  mit 455 Einwohnern (Stand: 1. Januar 2022) im Département Aisne in der Region Hauts-de-France. Sie gehört zum Arrondissement Château-Thierry, zum Kanton Château-Thierry und zum Gemeindeverband Région de Château-Thierry. 

## Geografie
Die Gemeinde Étrépilly liegt etwa fünf Kilometer nordwestlich von Château-Thierry. Nachbargemeinden von Étrepilly sind Épaux-Bézu im Norden und Osten, Château-Thierry im Südosten und Süden, Bouresches im Südwesten sowie Belleau im Westen. 

## Bevölkerungsentwicklung
| Jahr                       | 1962 | 1968 | 1975 | 1982 | 1990 | 1999 | 2010 | 2021 |
| Einwohner                  | 90   | 107  | 70   | 87   | 87   | 85   | 81   | 125  |
| Quellen: Cassini und INSEE |      |      |      |      |      |      |      |      |

## Sehenswürdigkeiten

Kirche Saint-Luc

- Kirche Saint-Luc
- Wasserturm